# بمب‌گذاری ۲۰۱۹ لیون
بمب‌گذاری ۲۰۱۹ لیون در ۲۴ مه ۲۰۱۹ در لیون فرانسه رخ داد. بمب در نزدیکی یک نانوایی در یک خیابان شلوغ منفجر شد و ۱۴ نفر را زخمی کرد. ۱۱ قربانی به بیمارستانها اعزام شدند. کوچکترین قربانی یک دختر هشت ساله بود که از ناحیه جراحات جزئی آسیب دید. مقامات پلیس ایستگاه‌های مترو ویکتور هوگو و بلکور را در نزدیکی محل حادثه بستند.

## تحقیق و بررسی
مقامات تحقیقات جهت بررسی این حادثه به عنوان یک حمله تروریستی را کردند. به گفته کارشناسان، مواد منفجره مورد استفاده برای بمب همانی بوده که در حملات جهادی در فرانسه مانند حملات نوامبر ۲۰۱۵ پاریس مورد استفاده قرار گرفته بود.

### مظنون
سه روز بعد یک مظنون در یک ایستگاه اتوبوس در لیون دستگیر شد و اعتراف کرد که بمب‌گذاری را انجام داده‌است. در ۲۰ مه ۲۰۱۹، نیویورک تایمز گزارش داد که مظنون، به نام محمد م. به بازرسان گفته که با داعش بیعت کرده‌است. به گفته وزیر کشور کریستف کاستانر، مظنون قبلاً برای سرویس‌های امنیتی ناشناخته بود. وی به اتهام اقدام به قتل و چندین جنایت تروریستی متهم شد.

## عواقب
در ۲۴ مه ۲۰۱۹، رئیس‌جمهور امانوئل ماکرون با قربانیان ابراز همدردی کرد.